# Nördliche Karwendelkette

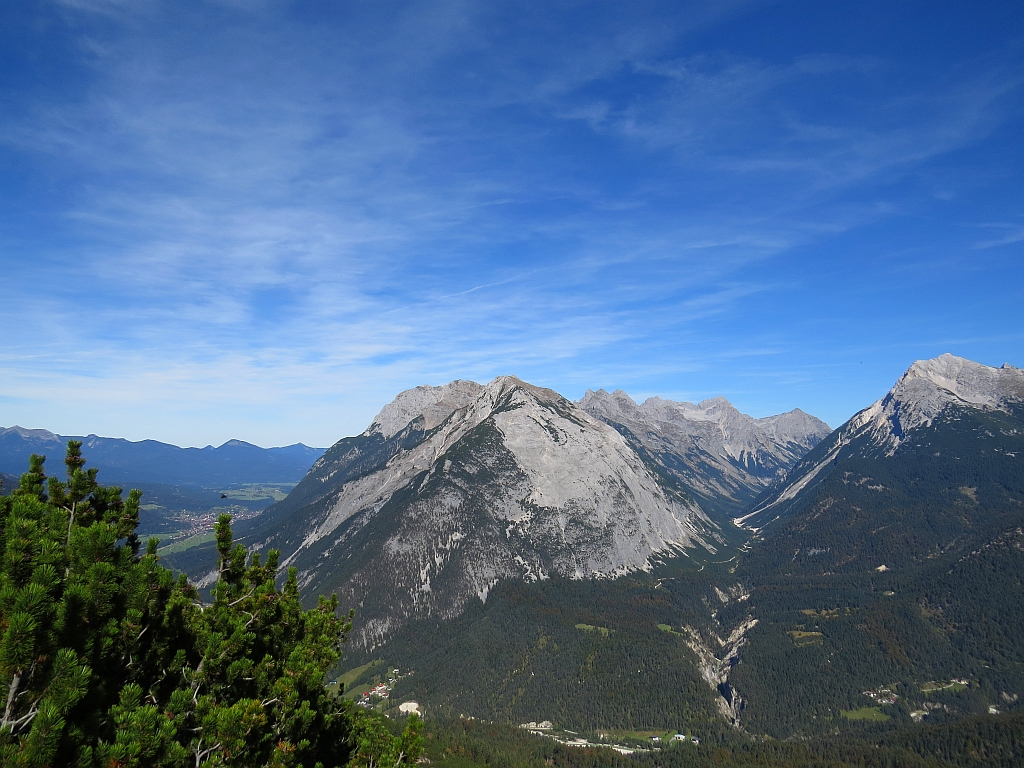
Die Nördliche Karwendelkette aus Süden vom Zäunlkopf in der Erlspitzgruppe

Die Nördliche Karwendelkette ist die nördlichste der vier großen, in weiten Abschnitten parallel verlaufenden Gebirgsketten im Karwendel. Sie besteht aus sehr reinem Wettersteinkalk, der im Karwendel seinen Verbreitungsschwerpunkt hat, und verläuft auf einer Gesamtlänge von ca. 18 km von Scharnitz in nordöstlicher Richtung über Mittenwald bis zum Wörner, wo sie scharf nach Osten umbiegt, bis sie schließlich westlich des Johannestals endet. Sie trägt 25 Hauptgipfel mit einer Durchschnittshöhe von 2400 m. Der höchste Gipfel ist die Östliche Karwendelspitze (2537 m ü. A.). Die Grenze zwischen Österreich/Tirol und Deutschland/Bayern verläuft entlang des Grates von der Brunnensteinspitze im Westen bis zur Östlichen Karwendelspitze im Osten. Die Nordwestseite ist bayerisch, die Südostflanke tirolerisch. Die Nördliche Karwendelkette darf nicht mit der – wegen ihrer Lage nördlich von Innsbruck – im allgemeinen Sprachgebrauch nur als Nordkette bezeichneten südlichsten Karwendelkette, der Inntalkette, verwechselt werden.
Der südwestliche Teil ist durch Kare stark in Seitengrate gegliedert (am deutlichsten im Dammkar), während der Ostteil eine viel einheitlichere Felsfront darstellt. Etwas östlich ihrer Mitte wird die Kette von einer sehr ausgeprägten, ca. 1 km breiten und 500 m tiefen Einsattelung, dem Bäralpl, unterbrochen, einer weiten Hochfläche, welche von der nördlich der Gebirgskette befindlichen Soierngruppe den einzigen einfachen Übergang in das Karwendeltal und zur nächsten Karwendelkette, der Hinterautal-Vomper-Kette, ermöglicht. Der Gjaidsteig verläuft im deutschen Abschnitt von Mittenwald zur Hochlandhütte; von dort führt der Weg nördlich unterhalb der Felswände von Wörner und Hochkarspitze über das Bäralpl auf die österreichische Südseite der Nördlichen Karwendelkette und weiter unterhalb von Bäralplkopf (2323 m ü. A.), Vogelkarspitze und Östlicher Karwendelspitze zum Karwendelhaus. Das markante Gipfelpaar der Östlichen Karwendelspitze und der Vogelkarspitze ist bei guter Sicht von München und aus dem Alpenvorland mit bloßem Auge zu erkennen. Allgemein nimmt die Höhe der Kette von Südwesten bis zum Kulminationspunkt im Osten, der Östlichen Karwendelspitze, allmählich zu, um von dort schnell abzufallen.
Der südwestliche Teil der Kette ist durch zahlreiche Steige gut erschlossen und wegen der Nähe zu den Talorten Mittenwald und Scharnitz gut besucht. Besonders beliebt sind die aussichtsreiche Gratüberschreitung auf dem Mittenwalder Höhenweg, die Westliche Karwendelspitze (die Bergstation der Karwendelbahn befindet sich kurz unterhalb des Gipfels), der Wörner (Kletterei bis II, aber gut markiert) sowie die Östliche Karwendelspitze (wegen der Nähe zum Karwendelhaus). Die restlichen Gipfel insbesondere östlich des Wörners werden unter anderem wegen des sehr langen Anmarsches durch das Johannes- oder Karwendeltal und/oder des Fehlen eines Weges bzw. schwierigem Felsgelände recht selten bestiegen.
Wichtige Gipfel (dem Verlauf der Gebirgskette von Westen nach Nordosten bzw. Osten folgend)
- Brunnensteinspitze (2180 m ü. A.)
- Rotwandlspitze (2191 m ü. A.)
- Kirchlspitze (2301 m ü. A.)
- Sulzleklammspitze (2321 m ü. A.)
- Südliche Linderspitze (2305 m ü. A.)
- Gerberkreuz (2305 m ü. NHN)
- Nördliche Linderspitze (2372 m ü. A.)
- Viererspitze (2054 m ü. NHN)
- Westliche Karwendelspitze (2385 m ü. A.)
- Westliche Larchetfleckspitze (Lärchfleckspitze) (2352 m ü. A.),
- Östliche Larchetfleckspitze (Lärchfleckspitze) (2362 m ü. A.)
- Tiefkarspitze (2430 m ü. A.)
- Schönbergspitze (2294 m ü. A.)
- Südliche Großkarspitze (2289 m ü. A.)
- Mittlere Großkarspitze (2361 m ü. A.)
- Nördliche Großkarspitze (2420 m ü. A.)
- Wörner (2474 m ü. A.)
- Hochkarspitze (2482 m ü. A.)
- Raffelspitze (2323 m ü. A.)
- Bäralplkopf (2323 m ü. A.)
- Vordere Schlichtenkarspitze (2356 m ü. A.)
- Hintere Schlichtenkarspitze (2473 m ü. A.)
- Vogelkarspitze (2522 m ü. A.)
- Östliche Karwendelspitze (2537 m ü. A.)
- Grabenkarspitze (2471 m ü. A.)
- Lackenkarkopf (2416 m ü. A.)
- Kuhkopf (2399 m ü. A.)
- Talelespitze (2104 m ü. A.)
- Nördlicher und Südlicher Stuhlkopf (2015 m ü. A. und 2049 m ü. A.)